# Phytomia bezzii
Phytomia bezzii är en tvåvingeart som beskrevs av Charles Howard Curran 1927. Phytomia bezzii ingår i släktet Phytomia och familjen blomflugor.
Artens utbredningsområde är Kongo. Inga underarter finns listade i Catalogue of Life.